# ایگروفکا
ایگروفکا (انگلیسی: Igrovka) یک شهرک در شهرستان یانائولسکی استان باشقیرستان کشور روسیه است.